# Ballena Sur
Ballena Sur är en platå i Antarktis. Den ligger i Sydshetlandsöarna. Argentina, Chile och Storbritannien gör anspråk på området.